# Гусейнов, Гусейн Джалал оглы
Гусейн Джалал оглы Гусейнов (азерб. Hüseyn Cəlal oğlu Hüseynov; род. 1977, Баку) — азербайджанский дипломат. Посол Азербайджана в Болгарии.

## Биография
Родился в 1977 году в Баку. В 1998 году окончил Бакинский институт политологии и социального управления, факультет международных отношений.
В 2007 году получил степень доктора политических наук.
С 1999 по 2000 год являлся заместителем председателя студенческого совета при Министерстве образования Азербайджана.
С 2001 по 2005 год работал в управлении МИД Азербайджана по проблемам безопасности.
С 2005 по 2008 год работал в представительстве Азербайджана при ЕС.
С 2009 по 2011 год работал в управлении МИД Азербайджана по планированию международной политики и стратегическим исследованиям.
С 2019 по 2021 год — начальник управления МИД Азербайджана по планированию международной политики и стратегическим исследованиям.
19 апреля 2021 присвоен ранг чрезвычайного и полномочного посланника 2-й степени.
Посол Азербайджана в Болгарии (с 19 апреля 2021).
Автор более 30 публикаций в местной и зарубежной прессе.

## Награды
- Медаль «За отличие на государственной службе» (9 июля 2019 года) — за плодотворную деятельность в органах дипломатической службы Азербайджанской Республики[3]
- Медаль «90-летие органов дипломатической службы Азербайджанской Республики»
- Медаль «100-летие органов дипломатической службы Азербайджанской Республики»